# 1862 في باراغواي
فيما يلي قوائم الأحداث التي وقعت خلال عام 1862 في باراغواي.

## سياسة

### تعيين في المنصب
- 1 يناير – إليزا لينش First Lady of Paraguay [الإنجليزية]‏.
- 10 سبتمبر – فرانسيسكو سولانو لوبيز رؤساء باراغواي.

### انتهاء فترة المنصب
- 10 سبتمبر – كارلوس أنطونيو لوبيز رؤساء باراغواي.

## مواليد

### يناير
- 1 يناير – سيسيليو بايز

### نوفمبر
- 8 نوفمبر – أندريس هيكتور كارفالو سياسي باراغواياني.

## وفيات

### سبتمبر
- 10 سبتمبر – كارلوس أنطونيو لوبيز (مواليد 1792)